# Extraterrestre (album)
Pour les articles homonymes, voir Extraterrestre.
Albums de Jul
Indépendance
(2021) Cœur blanc
(2022)
Extraterrestre est le dix-septième album studio du rappeur français Jul. Il est sorti le 3 juin 2022 sous le label d'or et de platine.

## Genèse
Six mois après la sortie de son dernier album Indépendance, Jul annonce son retour avec un nouvel album nommé Extraterrestre pour le 3 juin 2022, soit la veille de son concert au Stade Vélodrome, et dévoile dans la foulée un premier single intitulé Ça tourne dans ma tête. Le 3 juin 2022, il sort l'album Extraterrestre et clip tous les sons de l'album.
Le titre de l'album fait référence à l'un des surnoms donné à Jul par ses amis et ses fans. Il est surnommé ainsi pour sa productivité et ses chiffres de ventes.
Le 16 juin 2022, le morceau 4 juin 2022 est ajouté à la tracklist. Ce titre a été enregistré en partie lors de son concert au stade Vélodrome.
Le 21 juin 2022 sort une réédition de l'album sous le nom Extraterrestre (Édition Vélodrome) où trois titres inédits sont proposés.

## Liste des titres
| No  | Titre                                      | Durée |
| --- | ------------------------------------------ | ----- |
| 1.  | Ça tourne dans ma tête                     | 3:29  |
| 2.  | J'ai tout su                               | 3:09  |
| 3.  | J'éteins mon téléphone                     | 3:17  |
| 4.  | Ténébreux                                  | 3:54  |
| 5.  | Sur la Costa del Sol                       | 2:48  |
| 6.  | Faut pas (Extraterrestre)                  | 3:25  |
| 7.  | J'ai le démon                              | 2:55  |
| 8.  | Gigi                                       | 3:11  |
| 9.  | Sous la Simond                             | 3:35  |
| 10. | Ma drogue                                  | 2:48  |
| 11. | Cœur blessé                                | 3:04  |
| 12. | Flouz                                      | 2:44  |
| 13. | Comme au bon vieux temps                   | 4:22  |
| 14. | Superstar                                  | 3:54  |
| 15. | Je te veux toi                             | 2:44  |
| 16. | Courtoisie                                 | 2:38  |
| 17. | Avec José                                  | 3:17  |
| 18. | 1 fois mais pas 2 (feat. Houari, Moubarak) | 2:56  |
| 19. | En two two bé                              | 2:20  |
| 20. | Dans la loge                               | 3:13  |

| 1. | Frozen                       | 4:28 |
| 2. | Pas de panique               | 2:33 |
| 3. | La dragon                    | 3:23 |
| 4. | 4 Juin 2022 (feat. Team Jul) | 3:10 |

## Titres certifiés en France
- Ça tourne dans ma tête  Or[5]
- J'ai tout su  Diamant[5]
- Superstar  Diamant[5]
- 4 juin 2022 (avec Team Jul)  Or [5]
- Courtoisie  Or

## Accueil critique et commercial

### Accueil commercial
En une semaine, l'album s'écoule à 47 276 exemplaires. Il s'agit du cinquième meilleur démarrage de la carrière de Jul, derrière les albums L'Ovni, My World, La Zone en personne et Je ne me vois pas briller.
L'album est certifié disque d'or quelques heures plus tard, soit huit jours après sa sortie.

## Classements et certification

### Classements
Une semaine après sa sortie, l'album se classe en première position.

### Certifications et ventes
| Région        | Certification | Ventes/Streams |
| ------------- | ------------- | -------------- |
| France (SNEP) | 3 × Platine   | 300 000        |